# Tristán Ulloa
Tristán Ulloa (Orléans, 6 maggio 1970) è un attore spagnolo.

## Biografia
Figlio di due spagnoli emigrati in Francia, Ulloa nacque ad Orléans ma crebbe a Vigo. Durante gli studi in economia, Ulloa cominciò a recitare da dilettante all'interno del gruppo teatrale della sua università. Il suo debutto cinematografico risale al 1997, quando comparve nei film Apri gli occhi e Memorias del ángel caído. L'anno seguente ottenne il ruolo di protagonista nel film Mensaka, che gli permise di farsi conoscere maggiormente dal grande pubblico. Per questa interpretazione, Ulloa fu candidato al Goya come miglior attore rivelazione nel 1999. Pur non vincendo il premio, Ulloa divenne molto popolare e negli anni successivi prese parte a svariate pellicole di successo come l'horror Nameless - Entità nascosta e la commedia Km. 0.
Nel 2001 fu il protagonista maschile del film Lucía y el sexo, grazie al quale ottenne la seconda candidatura al Goya, questa volta nella categoria miglior attore protagonista. La seconda candidatura in questa categoria arrivò nel 2008, per il ruolo nella pellicola Mataharis. In quello stesso anno Ulloa fu candidato anche nelle categorie miglior regista esordiente e migliore sceneggiatura non originale per il film Pudor, realizzato insieme al fratello David. Oltre alla carriera nel cinema, Tristán Ulloa ha lavorato anche in alcune serie televisive e in teatro.

## Filmografia

### Attore

#### Cinema
- Memorias del ángel caído, regia di David Alonso e Fernando Cámara (1997)
- Apri gli occhi (Abre los ojos), regia di Alejandro Amenábar (1997)
- Mensaka, regia di Salvador García Ruiz (1998)
- Rewind, regia di Nicolás Muñoz (1999)
- Nameless - Entità nascosta (Los sin nombre), regia di Jaume Balagueró (1999)
- Marta y alrededores, regia di Nacho Pérez de la Paz e Jesús Ruiz (1999)
- Las cabras de Freud, regia di Kike Maíllo - cortometraggio (1999)
- Cupido in vena di scherzi (Km. 0), regia di Yolanda García Serrano e Juan Luis Iborra (2000)
- Pleure pas Germaine, regia di Alain de Halleux (2000)
- Lucía y el sexo, regia di Julio Medem (2001)
- Todo menos la chica, ragia di Jesús R. Delgado (2002)
- No debes estar aquí, regia di Jacobo Rispa (2002)
- Volverás, regia di Antonio Chavarrías (2002)
- El lápiz del carpintero, regia di Antón Reixa (2003)
- Las voces de la noche, regia di Salvador García Ruiz (2003)
- Beats, regia di Albert Uria - cortometraggio (2004)
- El juego de la verdad, regia di Álvaro Fernández Armero (2004)
- Tú la llevas, regia di Rulo Pardo - cortometraggio (2004)
- Maroa, regia di Solveig Hoogesteijn (2005)
- Salvador - 26 anni contro (Salvador (Puig Antich)), regia di Manuel Huerga (2006)
- El destino, regia di Miguel Pereira (2006)
- El espejo, regia di Lilí Cabrera e Valerio Veneras - cortometraggio (2006)
- Mataharis, regia di Icíar Bollaín (2007)
- The Frost, regia di Ferran Audí (2009)
- Un buen hombre, regia di Juan Martínez Moreno (2009)
- After, regia di Alberto Rodríguez (2009)
- Un lugar lejano, regia di Joseph Novoa (2010)
- Que se mueran los feos, regia di Nacho G. Velilla (2010)
- La recolectora, regia di Sara Mazkiaran - cortometraggio (2010)
- Asterix & Obelix al servizio di Sua Maestà (Astérix & Obélix: Au service de sa Majesté), regia di Laurent Tirard (2012)
- Gente en sitios, regia di Juan Cavestany (2013)
- Le Dernier Coup de marteau, regia di Alix Delaporte (2014)
- Despertar, regia di Icíar Bollaín - cortometraggio (2015)
- Naturales, regia di David Ulloa - cortometraggio (2016)
- Altamira, regia di Hugh Hudson (2016)
- Crash Test Aglaé, regia di Éric Gravel (2017)
- Terminator - Destino oscuro (Terminator: Dark Fate), regia di Tim Miller (2019)
- Undercover - L'infiltrato (Enquête sur un scandale d'État), regia di Thierry de Peretti (2021)
- Viaje a alguna parte, regia di Helena de Llanos (2021)
- Stoyan, regia di Roberto Ruiz Céspedes (2022)
- Romería, regia di Carla Simón (2025)

#### Televisione
- Canguros – serie TV, episodi 4x07 (1996)
- Más que amigos – serie TV, episodi 1x25 (1998)
- La vida en el aire – serie TV, 13 episodi (1998)
- El comisario – serie TV, 25 episodi (1999-2000)
- D'Artagnan e i tre moschettieri (D'Artagnan et les Trois Mousquetaires) – serie TV, episodi 1x01-1x02 (2005)
- Diario de un skin, regia di Jacobo Rispa – film TV (2005)
- Otra ciudad, regia di Sílvia Quer – film TV (2009)
- Muchachada nui – serie TV, episodi 3x05 (2009)
- Gran Reserva – serie TV, 42 episodi (2010-2013)
- Il tempo del coraggio e dell'amore (El tiempo entre costuras) – serie TV, 8 episodi (2013-2014)
- Los nuestros – serie TV, episodi 1x01-1x02-1x03 (2015)
- L'ambasciata (La embajada) – serie TV, 6 episodi (2016)
- Narcos – serie TV, episodi 3x04 (2017)
- Fariña: Cocaine Coast (Fariña) – miniserie TV, 10 episodi (2018)
- La cattedrale del mare (La catedral del mar) – serie TV, 5 episodi (2018)
- Snatch – serie TV, 9 episodi (2018)
- La caccia (La caza) – serie TV, 8 episodi (2021)
- Jaguar – serie TV, episodi 1x01 (2021)
- Warrior Nun – serie TV, 17 episodi (2020-2022)
- La ragazza di neve (La chica de nieve) – serie TV, 6 episodi (2023)
- Berlino (Berlín) – serie TV, 8 episodi (2023)
- Asunta - serie TV, 6 episodi (2024)

### Regista e sceneggiatore
- Ciclo - cortometraggio (2002)
- Pudor, co-regia di David Ulloa (2007)

## Doppiatori italiani
Nelle versioni in italiano delle opere in cui ha recitato, Tristán Ulloa è stato doppiato da:
- Gianluca Machelli in Berlino, Asunta
- Gianluca Tusco in Terminator: Destino oscuro
- Massimo De Ambrosis in Warrior Nun
- Raffaele Proietti ne La ragazza di neve